# Elmar Lichtenegger
Elmar Lichtenegger (Austria, 25 de mayo de 1974) es un atleta austriaco especializado en la prueba de 60 m vallas, en la que consiguió ser subcampeón europeo en pista cubierta en 2002.

## Carrera deportiva
En el Campeonato Europeo de Atletismo en Pista Cubierta de 2002 ganó la medalla de plata en los 60 m vallas, con un tiempo de 7.44 segundos que fue récord nacional, tras el británico Colin Jackson (oro con 7.40 segundos) y por delante del letón Staņislavs Olijars.